# 1979-es Formula–1 belga nagydíj
A belga nagydíj volt az 1979-es Formula–1 világbajnokság hatodik futama.

## Futam
1951 után itt tért vissza a mezőnybe az Alfa Romeo csapat Bruno Giacomellivel. Az időmérő edzésen ismét Laffite szerezte meg a pole-t Depailler előtt. Piquet harmadik lett a Brabhammel, míg Jones a negyedik helyre kvalifikálta Williamsét. Andretti visszatért a régi 79-es modellhez, amellyel az ötödik helyet szerezte meg. A rajtnál Depailler állt az élre Jones, Piquet és Laffite előtt. A második körben Scheckter és Villeneuve Regazzoni Williamsével ütközött. A Ferrarik folytatták a versenyt (Villeneuve-nek orrkúpot cseréltek a boxban), míg Regazzoni kiesett. Scheckter megelőzte Andrettit, majd Piquet-t is. Laffite Jones megelőzése után a 19. körben az élre állt. Depailler-t ezután Jones is megelőzte, majd az ausztrál a 24. körben az élre állt. A 40. körben Jones kiesett, így Laffite vezetett ismét. Mögötte Scheckter zárkózott fel a Ferrarival, az 54. körben az élre állt és végül győzött. A harmadik helyen Reutemann haladt, de az utolsó körökben Pironi megelőzte, így negyedik lett.
| Helyezés | #  | Versenyző              | Csapat/Motor       | Körök | Idő/Kiesés oka | Rajthely | Pontszám |
| -------- | -- | ---------------------- | ------------------ | ----- | -------------- | -------- | -------- |
| 1        | 11 | Jody Scheckter         | Ferrari            | 70    | 1:39:59,53     | 7        | 9        |
| 2        | 26 | Jacques Laffite        | Ligier-Ford        | 70    | +15,36         | 1        | 6        |
| 3        | 3  | Didier Pironi          | Tyrrell-Ford       | 70    | +35,17         | 12       | 4        |
| 4        | 2  | Carlos Reutemann       | Lotus-Ford         | 70    | +46,49         | 10       | 3        |
| 5        | 29 | Riccardo Patrese       | Arrows-Ford        | 70    | +1:04,31       | 16       | 2        |
| 6        | 7  | John Watson            | McLaren-Ford       | 70    | +1:05,85       | 19       | 1        |
| 7        | 12 | Gilles Villeneuve      | Ferrari            | 69    | +1 kör         | 6        |          |
| 8        | 9  | Hans-Joachim Stuck     | ATS-Ford           | 69    | +1 kör         | 20       |          |
| 9        | 14 | Emerson Fittipaldi     | Fittipaldi-Ford    | 68    | +2 kör         | 23       |          |
| 10       | 17 | Jan Lammers            | Shadow-Ford        | 68    | +2 kör         | 21       |          |
| 11       | 4  | Jean-Pierre Jarier     | Tyrrell-Ford       | 67    | +3 kör         | 11       |          |
| Kiesett  | 25 | Patrick Depailler      | Ligier-Ford        | 46    | Baleset        | 2        |          |
| Kiesett  | 20 | James Hunt             | Wolf-Ford          | 40    | Baleset        | 9        |          |
| Kiesett  | 27 | Alan Jones             | Williams-Ford      | 39    | Elektronika    | 4        |          |
| Kiesett  | 1  | Mario Andretti         | Lotus-Ford         | 27    | Fék            | 5        |          |
| Kiesett  | 6  | Nelson Piquet          | Brabham-Alfa Romeo | 23    | Motorhiba      | 3        |          |
| Kiesett  | 5  | Niki Lauda             | Brabham-Alfa Romeo | 23    | Motorhiba      | 13       |          |
| Kiesett  | 16 | René Arnoux            | Renault            | 22    | Turbó          | 18       |          |
| Kiesett  | 35 | Bruno Giacomelli       | Alfa Romeo         | 21    | Baleset        | 14       |          |
| Kiesett  | 18 | Elio de Angelis        | Shadow-Ford        | 21    | Baleset        | 24       |          |
| Kiesett  | 30 | Jochen Mass            | Arrows-Ford        | 17    | Kicsúszás      | 22       |          |
| Kiesett  | 31 | Héctor Rebaque         | Lotus-Ford         | 13    | Erőátvitel     | 15       |          |
| Kiesett  | 15 | Jean-Pierre Jabouille  | Renault            | 13    | Turbó          | 17       |          |
| Kiesett  | 28 | Clay Regazzoni         | Williams-Ford      | 1     | Baleset        | 8        |          |
| NK       | 8  | Patrick Tambay         | McLaren-Ford       |       |                |          |          |
| NK       | 24 | Arturo Merzario        | Merzario-Ford      |       |                |          |          |
| NK       | 22 | Derek Daly             | Ensign-Ford        |       |                |          |          |
| NK       | 36 | Gianfranco Brancatelli | Kauhsen-Ford       |       |                |          |          |

## Statisztikák
Vezető helyen:
- Patrick Depailler: 25 (1-18 / 40-46)
- Jacques Laffite: 12 (19-23 / 47-53)
- Alan Jones: 16 (24-39)
- Jody Scheckter: 17 (54-70)

Jody Scheckter 8. győzelme, Jacques Laffite 5. pole-pozíciója, Gilles Villeneuve 5. leggyorsabb köre.
- Ferrari 76. győzelme.